# Белчонць (Вармінсько-Мазурське воєводство)
Белчонць (пол. Bełcząc, нім. Belzonzen, 1938-45: Großdorf) — село в Польщі, у гміні Біла Піська Піського повіту Вармінсько-Мазурського воєводства.
Населення — 166 осіб (2011).

## Демографія
Демографічна структура станом на 31 березня 2011 року:
|          | Загалом | Допрацездатний вік | Працездатний вік | Постпрацездатний вік |
| -------- | ------- | ------------------ | ---------------- | -------------------- |
| Чоловіки | 86      | 25                 | 52               | 9                    |
| Жінки    | 80      | 22                 | 42               | 16                   |
| Разом    | 166     | 47                 | 94               | 25                   |